# Olly Murs
Olly Murs, de son vrai nom Oliver Stanley Murs, né le 14 mai 1984 à Witham, dans l'Essex, en Angleterre, est un mannequin, auteur-compositeur-interprète et présentateur britannique. Il se popularise en 2009 grâce à sa participation à la sixième saison de X Factor, où il s’est classé deuxième, derrière Joe McElderry.
Dès son jeune âge, Olly Murs montre plus d'intérêt dans le football que dans la musique mais après avoir terminé X Factor, il signe un contrat avec les maisons de disques Epic Records et Syco Music pour commencer une carrière musicale. Le 29 novembre 2010, il sort son premier album studio éponyme, qui atteint la deuxième place au Royaume-Uni et la onzième en Irlande,. Il remporte également le prix du meilleur album britannique lors des BBC Radio 1 Teen Awards de 2011. Le premier single de cet album, Please Don’t Let Me Go est bien accueilli dans son pays d'origine, et est également nommé aux Brit Awards en 2011 dans la catégorie du meilleur single britannique,. Malgré le bon accueil du premier titre, le reste des singles de l’album, Thinking of Me, Heart on My Sleeve et Busy, se classent en bas de tableau au Royaume-Uni et en Irlande,.
La popularité d’Olly Murs s'accroit en 2011 avec la sortie de son cinquième single Heart Skips a Beat, qui atteint la première place au Royaume-Uni, en Allemagne et en Suisse et la sixième en Autriche et en Irlande. Le titre obtient plusieurs disques d’or et de platine,,. Il est nommé pour le meilleur single britannique aux Brit Awards, mais ne gagne pas. Le chanteur obtient la première place au Royaume-Uni avec son album In Case You Didn't Know, dont la chanson fait partie. L’album reçoit également deux disques de platine,. Le deuxième extrait, Dance With Me Tonight n’arrive pas à réitérer le succès de Heart Skips a Beat mais se classe quand même no 1 au Royaume-Uni,. En 2012, sort Troublemaker qui dépasse largement le succès de Heart Skips a Beat, le titre domine le classement au Royaume-Uni et en Suisse, prend la deuxième place en Allemagne, la troisième en Autriche et en Irlande,,. Classé à la quatrième place en Australie, le single reçoit un triple disque de platine pour la vente de 210 000 exemplaires à travers le territoire,. Right Place Right Time, le troisième album studio d’Olly Murs, prend la première place au Royaume-Uni et la troisième en Irlande,.
Le chanteur a de nouveau été nommé pour les Brit Awards dans les catégories de meilleur single britannique pour Troublemaker et le meilleur artiste masculin britannique, mais n’a rien remporté,. Parmi ses récompenses en tant qu'artiste, il reçoit, en 2011, le prix du meilleur artiste masculin aux BT Digital Music Awards et le prix du meilleur album britannique aux Kid’s Choice Awards en 2012,. Fin août 2013, Olly dénombre les ventes de 3,9 millions de singles et 2 600 000 albums au Royaume-Uni, ce qui en fait le deuxième artiste sortant de X Factor avec le plus de ventes, juste derrière Leona Lewis.
En outre, Olly est élu deux fois l’artiste d’ouverture aux concerts du boys band One Direction, et une fois à celui de son ami Robbie Williams,,. Il participe également à de nombreux événements de bienfaisance, et est modèle pour certaines marques de vêtements.
Fin 2014, Olly Murs fait paraître Wrapped Up avec le chanteur Travie McCoy ainsi que son album Never Been Better qui se classe numéro un au Royaume-Uni. L’album est suivi par le deuxième single Up avec la chanteuse américaine Demi Lovato.

## Biographie

### Jeunesse etX-Factor(1984–2009)

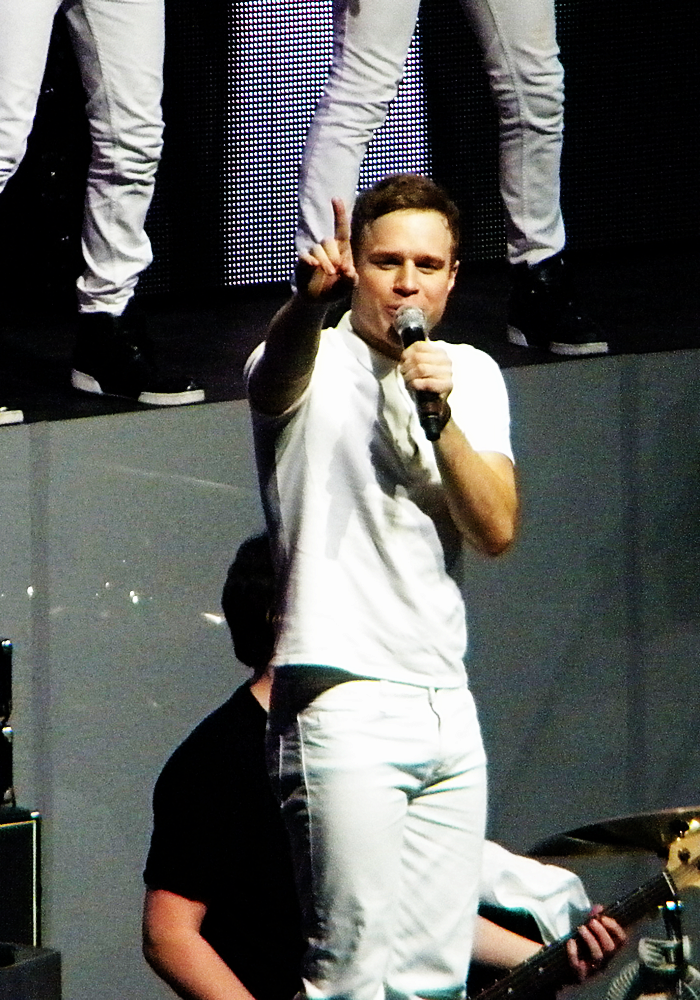
Olly Murs pendant le The X Factor Tour de 2010.

Olly Murs est né à Witham dans le comté d’Essex et est le fils de Vicki-Lynn et Pete Murs,. Il a un frère jumeau, Ben Murs, et une sœur, Fay Murs. Deux de ses grands-parents paternels étaient d’origine lettone. Il a étudié à la Junior School Howbridge à Witham et à la Notley High School de Braintree où il était attaquant dans l'équipe de football de l'école. Il est allé à l'école avec le groupe pop rock britannique Next of Kin et il a joué semi-professionnellement en première division dans l’Isthmian League avec la ville de Witham entre 2006 et 2008. Il excelle avec l'équipe de réserve lors de la saison 2006 et 2007, marquant 12 buts en 13 apparitions et a gagné le Ridgeons Reserve Team Cup. Il fait trois premières apparitions dans l'équipe la saison suivante, marquant une fois, mais est contraint de renoncer à sa carrière de footballeur à cause d'une blessure.
Avant X Factor, Olly travaille comme consultant en recrutement au Prime Appointments de Witham, et reprend des chansons avec son groupe appelé The Small Town Blaggers. Il appraît également dans le jeu télévisé Deal or No Deal en 2007, où il remporte 10 £ (100 €) ; il y retourne dans une version avec des célébrités en 2012 ce qui fait de lui, la seule personne à y apparaître deux fois. En 2008, il voyage en Australie, où il longe seul toute la côte pendant trois mois, et c’est à son retour qu'il décide, après avoir essayé deux fois en vain, d'auditionner pour X Factor. En 2009, il auditionne pour la sixième saison de l'émission avec la chanson Superstition de Stevie Wonder et est accepté. Il ne gagne pas la compétition mais arrive à la deuxième place. Malgré cela, le créateur du programme, Simon Cowell, avait déjà annoncé qu'il paierait un contrat d'enregistrement pour Olly Murs après l'avoir agréablement surpris lors de son duo avec Robbie Williams. À la fin de X Factor, Robbie Williams invite le chanteur à son manoir à Los Angeles, et Olly participe à l'événement de charité Soccer Aid, dont l'équipe de cette année-là est dirigée par lui-même.

### Contrat et album éponyme (2010–2011)

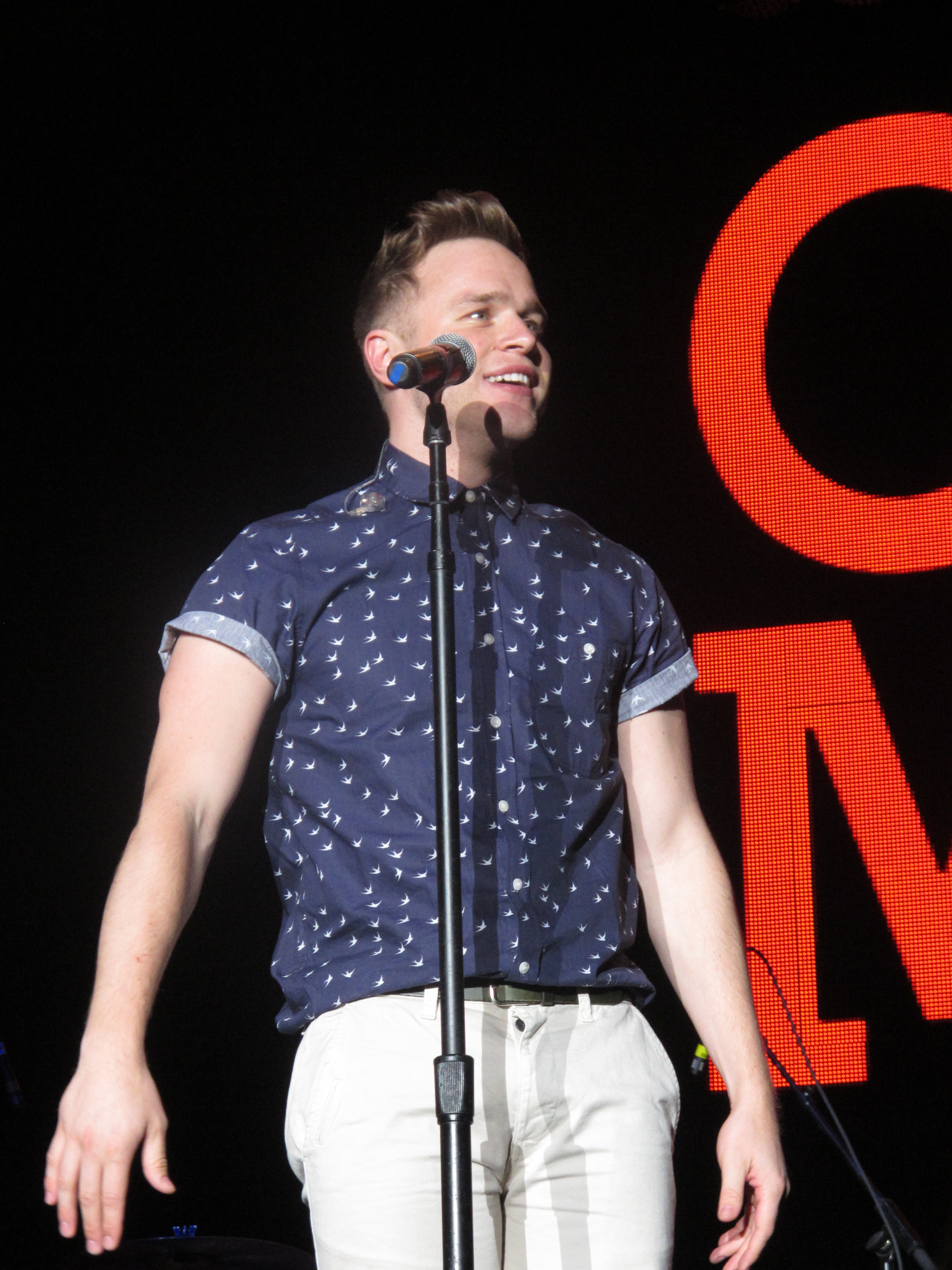
Olly Murs.

En février 2010, Olly Murs annonce la signature d'un contrat d'enregistrement avec Epic Records et Syco Music, ce dernier étant le label de Simon Cowell. À cet égard, Sonny Takhar, directeur de Syco, déclare que l'équipe se réjouit de l'ajout d’Olly Murs. Pendant les mois suivants, le chanteur se concentre uniquement sur le développement de son album, où il travaille avec des chanteurs et des compositeurs comme John Shanks, Claude Kelly, Eg White, Roy Stride, Trevor Horn, Wayne Hector, Matty Benbrook, Phil Thornalley, Martin Brammer, Samuel Preston, Mark Taylor et Chris Difford,. Ainsi, il lance son premier single Please Don’t Let Me Go en août de cette année. Le titre n’obtient pas un succès mondial puisqu’il atteint la première place seulement au Royaume-Uni. La chanson bat le titre Teenage Dream de Katy Perry qui se positionne en deuxième place, les deux chansons étant sorties le même jour,.
Avant le décompte hebdomadaire, le chanteur avait déclaré au magazine Heat que si son single se classait numéro un, il se ferait prendre en photo, nu, pour la couverture du magazine. Peu de temps après, il tient sa parole et apparait sur la couverture de septembre complètement nu avec seulement un chapeau pour couvrir son entrejambe. En novembre, il sort son album éponyme, qui fait ses débuts comme numéro deux dans le UK Albums Chart et comme numéro onze dans l'Irish Albums Chart,. L'album est certifié par un double disque de platine par la BPI. Avant de lancer l'album, Olly Murs fait paraître son second single Thinking of Me mais il rentre dans le UK Singles Chart en décembre, ce qui lui donne son deuxième top cinq au Royaume-Uni.
En février 2011, il est l'invité vedette du programme britannique Remote Control Stars. Aux Brit Awards, il est nommé pour le meilleur single britannique avec Please Don’t Let Me Go. Au cours des mois qui suivent, Olly Murs traverse tout le Royaume-Uni et l’Irlande pour sa première tournée musicale afin d promouvoir son album. En mars, il fait paraître Heart on My Sleeve, son troisième single, qui atteint le top vingt au Royaume-Uni. À la mi-avril, Olly présente le Comedy Dave, programme du The Chris Moyles Show sur BBC Radio 1 pendant que Dave, animateur d'origine, prend part aux répétitions de Dancing on Ice. Plus tard, il présente, aux côtés de Caroline Flack, The Xtra Factor. Malgré le faible succès de Heart on My Sleeve, le chanteur décide de lancer Busy comme son quatrième single mais le titre ne rencontre pas un grand succès commercial. Le 29 mai, il présente le Celebrity Club Classics, un programme de Heart FM où les célébrités doivent répondre à une série de questions posées par eux-mêmes.

### In Case You Didn’t Know(2011–2012)
En juillet, le chanteur parle de son deuxième album, en disant qu'il serait plus «complet» que le premier. Il révèle également qu'il sera « très différent », qu’il y aura un côté « poignant », et que le premier single sera Heart Skips a Beat, une chanson d'été. Puis, dans une vidéo postée sur YouTube, il déclare que la chanson sera en collaboration avec le groupe Rizzle Kicks. Le 8 juillet, BBC Radio 1 fait écouter pour la première fois le titre, pendant le programme The Chris Moyles Show. Après son lancement officiel en août, il est rapidement devenu un grand succès en Europe. En plus d'atteindre la première place dans le UK Singles Chart, Olly Murs entre pour la première fois dans les classements allemands et suisses et la chanson se place en première position dans les deux pays. Olly réussit à se placer en sixième place en Autriche et en Irlande, et arrive également à se positionner dans plusieurs classements en Australie, au Canada et aux États-Unis, mais avec des positions inférieures,,. Par ses bonnes ventes, BVMI et IFPI lui accordent plusieurs disques d'or et de platine,. Le 19 septembre, il annonce que son second album s’appellera In Case You Didn’t Know et pourrait être lancé en novembre. Plus tard dans le mois, il gagne le prix du meilleur artiste masculin aux BT Digital Music Awards et le 9 octobre, il remporte le prix du meilleur album britannique pour Olly Murs aux BBC Radio 1 Teen Awards.
Après le succès de Heart Skips a Beat, le chanteur sort simultanément le deuxième single Dance With Me Tonight et l'album à la fin novembre. Le 4 décembre, il chante dans le Jingle Bell Ball, un événement annuel tenu au Royaume-Uni afin présenter de nombreux artistes reconnus dans tout le pays. Le 5 et 6 du mois, il apparait comme artiste invité au concert de Gary Barlow au Royal Albert Hall, où ils chantent ensemble Shine du groupe Take That. Au cours de la semaine du 10 décembre, In Case You Didn’t Know débute numéro un au Royaume-Uni, prenant la place de Talk That Talk de Rihanna et donnant ainsi à Olly Murs sa première place dans le Top Album dans le pays. La semaine suivante, Dance with Me Tonight réussit à atteindre la première place dans l’UK Singles Chart deux semaines après son lancement.
Le 1er février 2012, il commence sa seconde tournée à travers le Royaume-Uni. Le chanteur est de nouveau nommé au Brit Awards dans la catégorie du meilleur single britannique, cette fois pour Heart Skips a Beat. En mars, il confirme à ses fans via Twitter travailler sur son troisième album studio pendant le mois d'avril et tout au long de l'été. Le même mois, il sert de modèle pour la collection homme printemps 2012 pour la société européenne NewYorker. Le 1er avril, il reçoit le prix d’artiste masculin favori aux Kid’s Choice Award. Ce jour-là, il publie également Oh My Goodness, troisième et dernier single de In Case You Didn’t Know. Le titre n’est bien accueilli au niveau commercial, et atteint à peine le top vingt au Royaume-Uni et en Irlande, tandis qu'en Allemagne et en Autriche il ne dépasse pas le top trente,,. Le 19 mars, ITV2 diffuse Olly: La vie sur Murs, un documentaire où le chanteur raconte ses histoires et son voyage pendant sa deuxième tournée, faite quelques mois auparavant. Fin mai, il fait l’ouverture pour les dates américaines de la première tournée des One Direction, Up All Night Tour. Plus tard, en août, il pose à nouveau comme modèle et est choisi pour représenter la collection homme hiver 2012 de Robbie Williams, Farrell, après avoir été choisi par le propriétaire lui-même. Dans le cadre de la campagne de publicité, on lui crée un rôle sur le thème du football.

### Right Place Right Time(2012–2013)

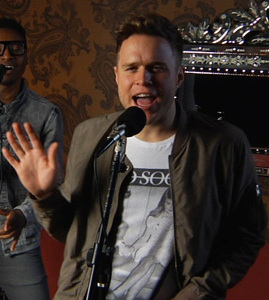
Olly Murs au Walmart Risers en 2013.

À cause de son emploi du temps très chargé, ce n’est que le 8 octobre 2012 que Troublemaker est diffusé pour la première fois à la radio. La chanson obtient un tel succès qu’elle surpasse celle de Heart Skips a Beat et atteint la première position au Royaume-Uni, la deuxième en Allemagne, la troisième en Autriche et en Irlande, la quatrième en Australie (sa meilleure position là-bas) et la cinquième en Nouvelle-Zélande (sa première entrée dans le pays.),,,,. Il réussit même à atteindre les trente premiers hits hebdomadaires au Canada et aux États-Unis. Il a également reçu de nombreux disques d’or et de platine par les organismes de certification,,.  Le mois suivant la sortie de Troublemaker, il publie l’album Right Place Right Time. Comme le précédent, il fait ses débuts en numéro un au Royaume-Uni mais seulement en tant que numéro trois en Irlande,. Malgré cela, il est certifié disque de platine dans les deux pays,. Puis, en janvier 2013, Olly Murs sort Army of Two, son neuvième single et le deuxième de Right Place Right Time, qui atteint le top vingt en Australie, en Irlande, en Nouvelle-Zélande et au Royaume-Uni,,,.
En février, il entame le Right Place Right Time Tour, son premier tour du monde et sa troisième tournée, qui a terminé sa première phase début avril. Dans la première pause de la tournée, le chanteur décide de démissionner de son poste en tant que présentateur de The Xtra Factor. À ce sujet, il déclare être « détruit », puisque cela avait pris une grande importance dans sa vie au cours de ces deux dernières années mais il avait besoin d'une pause et il devait se concentrer fermement sur sa carrière en tant qu'artiste. Il reprend sa tournée et commence sa promotion en Amérique où il participe à de nombreuses séances de dédicaces à la distribution de Right Place Right Time sur le territoire. Avec cet album, il réussit à atteindre la dix-septième position au Canadian Albums Chart et la dix-neuvième au Billboard 200. Après cela, il entame les dates américaines du Right Place Right Time Tour.
Le 24 mai, il fait paraître son dixième single Dear Darlin'. Il atteint la première position en Autriche, et atteint également le top cinq en Australie, au Royaume-Uni, et en Suisse. Il sort également une version française avec la chanteuse Alizée. À côté de ça, Olly Murs fait l’ouverture de la tournée de Robbie Williams, le Take the Crown Stadium Tour, qui commence le 14 juin et se termine le 25 août,. En voyageant avec Robbie Williams, le chanteur continue les concerts de sa tournée en Europe, dans le cadre de la troisième phase. Il lance plus tard Right Place Right Time comme le quatrième single de son album, mais il ne rencontre aucun succès. Fin septembre, il aide le chanteur Gary Barlow à élire les concurrents pour la dixième saison de X Factor. Compte tenu de l'énorme succès de l'album et de la plupart de ses singles, en plus de la reconnaissance internationale d’Olly Murs, il décide de sortir une édition spéciale de Right Place Right Time qui comporte sept pistes supplémentaires et un DVD de son concert enregistré à l’O2 Arena de Londres. Sa sortie mondiale est lancée le 25 novembre, et son premier single est un remake de Hand On Heart,. Les 2 et 3 novembre, Olly Murs ouvre deux concerts du Take Me Home Tour des One Direction au Japon. Après avoir présenté Jingle Bell Ball, le 9 décembre, Olly Murs donne une interview à Digital Spy, durant laquelle il parle de son quatrième album et explique que lui et son équipe cherchaient à surmonter le succès de Right Place Right Time.

### Never Been Better(depuis 2014)
En juillet 2013, Olly Murs révèle son retour pour l'écriture et l'enregistrement de son quatrième album studio, qui devrait être publié à l'été 2014. En février 2014, il révèle commencer le travail. Il collabore avec Wayne Hector, Claude Kelly, Steve Robson et Demi Lovato. Le 28 septembre, Olly Murs annonce que le titre de l'album s’appellera Never Been Better et délivre également la liste des chansons. L'album sort le 24 novembre et fait ses débuts à la première place de l'UK Albums Chart. Le premier single, intitulé Wrapped Up paraît le 16 novembre 2014, et fait ses débuts à la troisième place de l’UK Singles Chart. Le 12 décembre 2014, Olly Murs publie un EP entièrement gratuit pour Noël intitulé Unwrapped en exclusivité sur Google Play. Il sort Up, le deuxième single de son album, le 4 janvier 2015 avec la collaboration de la chanteuse Demi Lovato. Olly Murs sera de retour sur scène avec son Never Been Better Tour en Europe dès le 31 mars 2015.

## Philanthropie
En février 2011, il est annoncé qu’Olly Murs participera à la BT Charity Trek, avec d'autres célébrités, dans le cadre de la campagne Comic Relief Red Nose Day de 2011. Les célébrités ont passé cinq jours dans le désert de Kaisut dans le nord du Kenya, couvrant 100 km à des températures allant jusqu'à 40 °C. Le 2 avril 2011, il est apparu dans une version célébrité de « Qui veut gagner des millions? » et a gagné 10,000 £ pour une organisation,. Le 22 avril, il apparait dans une édition de célébrité de Deal or No Deal, où il remporte 5 000 £ pour son œuvre de bienfaisance, Brainwave, un organisme de bienfaisance local basé dans la ville natale d’Olly Murs, qui en est devenu le parrain, pour les enfants souffrant de maladies du cerveau comme la paralysie cérébrale ou qui ont un retard de développement.
Le 27 mai 2012, Olly Murs a joué pour l'Angleterre dans un match de charité pour Soccer Aid à Old Trafford, mais est retiré au premier semestre en raison d'une blessure à la cuisse. L’Angleterre finit par gagner le tournoi dans une victoire de 3-1 contre le reste du monde. Il est également mécène pour la Nordoff-Robbins et il devient parrain de Rays of Sunshine Children's Charity, qui exauce les vœux des enfants atteints de maladies sérieuses ou en phase terminale âgés de 3 à 18 au Royaume-Uni. Le 21 mars 2014, Olly Murs participe au « Choc des Titans » pour venir en aide au Sport Relief de 2014 dans l’équipe de Sebastian Coe, « l’équipe Coe » qui est couronnée championne. Il participe au Men's Cycling Elimination and Rhythmic Gymnastics.

## Vie personnelle
Olly Murs vit dans l'Essex. Il vit avec ses parents jusqu'à Pâques 2012 où il déménage dans sa propre maison à Toot Hill. Il est fan du Manchester United. Il est bon ami avec son ancienne co-présentatrice de The Xtra Factor, Caroline Flack et avec les chanteurs Robbie Williams, Gary Barlow, Michael Bublé, Niall Horan et les groupes Next of Kin et Rizzle Kicks. Il a un frère jumeau nommé Ben et, depuis décembre 2014, cela fait cinq ans qu’ils ne se sont plus parlés. Olly Murs confie ne pas savoir nager et ne se considère pas comme une personne timide en amour,.
En ce qui concerne sa vie intime, il y a eu des rumeurs selon lesquelles Olly Murs était homosexuel ou bisexuel parce qu'il est un peu efféminé et est « fils à maman », selon certaines personnes. En février 2010, il est apparu sur la couverture du magazine britannique Gay Times, torse nu. Là, il déclare qu'il avait « un petit secret gay. » Ce petit secret est qu’il joue constamment au « Gay Chicken » avec Danyl Johnson, demi-finaliste à la sixième saison de X Factor dans laquelle Olly Murs participe. Le jeu consiste à se pencher vers une personne pour simuler un baiser et de voir si l'autre personne se penche également. À ce sujet, il dit que quand il s’est penché vers Johnson, celui-ci ferma les yeux pour l'embrasser, mais n'a donné aucun détail. Il considère qu'il a un « esprit ouvert » et qui est quelqu'un qui ne juge personne. Toutefois, dans une interview pour Star Observer, un magazine gay australien, il déclare : « Je suis un homme hétérosexuel et je sors avec des femmes, mais je m’entends bien avec des hommes gay. Je suis très à l'aise avec ma sexualité. La chose la plus étrange pour moi, c’est quand les hommes hétérosexuels ont peur des homosexuels. C’est presque comme s’ils ne se sentaient pas en sécurité avec leur propre sexualité. Pour moi, je peux être dans une salle pleine d'hommes gay et bien m’amuser. »
Depuis fin 2012, il sort avec la mannequin Francesca Thomas dont on sait très peu de chose. Lorsqu’il a été interrogé sur ce sujet, il répond ne pas avoir cherché à donner beaucoup de détails par respect envers sa petite-amie et qu’il préfère garder leur relation privée. Puis, lorsqu'on lui a demandé s’il voulait avoir des enfants ou non, il a répondu : « Ce n’est pas quelque chose que je recherche en ce moment, mais je ne peux vraiment pas attendre d’avoir des enfants. La plupart des hommes, à un certain moment, ont le rêve de se marier et d’avoir un bébé dans leurs bras. »
N'étant plus avec Francesca Thomas depuis plusieurs années, Olly Murs est aujourd'hui avec Amelia Tank. 
Olly et Amelia se sont dit oui le 15 juillet 2023.
Amelia et Olly Murs sont parents d'une petite Madison depuis avril 2024.

## Discographie

### Albums studio
| Titre                                                                    | Détails de l'album                                                                        | Meilleure position | Meilleure position | Meilleure position | Meilleure position | Meilleure position | Meilleure position | Meilleure position | Meilleure position | Meilleure position | Meilleure position | Meilleure position | Ventes cumulées              | Certifications                                                              |
| Titre                                                                    | Détails de l'album                                                                        | UK                 | ALL                | AUS                | AUT                | BEL (FL)           | CAN                | IRL                | NZ                 | SUI                | SUE                | US                 | Ventes cumulées              | Certifications                                                              |
| ------------------------------------------------------------------------ | ----------------------------------------------------------------------------------------- | ------------------ | ------------------ | ------------------ | ------------------ | ------------------ | ------------------ | ------------------ | ------------------ | ------------------ | ------------------ | ------------------ | ---------------------------- | --------------------------------------------------------------------------- |
| Olly Murs                                                                | - Sortie : 29 novembre 2010 - Label : Epic, Syco - Formats : CD, téléchargement           | 2                  | —                  | —                  | —                  | —                  | —                  | 11                 | —                  | —                  | —                  | —                  | - UK: 830.000                | - BPI: 2 × Platine - IRMA: Or                                               |
| In Case You Didn't Know                                                  | - Sortie : 28 novembre 2011 - Label : Epic, Syco - Formats : CD, téléchargement           | 1                  | 18                 | —                  | 68                 | 146                | —                  | 2                  | —                  | 19                 | 10                 | —                  | - UK: 1.106.000              | - BPI : 3 × Platine - IRMA : 2 × Platine                                    |
| Right Place Right Time                                                   | - Sortie : 26 novembre 2012 - Label : Epic, Syco, Columbia - Formats : CD, téléchargement | 1                  | 22                 | 20                 | 5                  | 71                 | 17                 | 3                  | 27                 | 6                  | 14                 | 19                 | - UK: 1.350.000 - US: 19.000 | - BPI : 4 × Platine - ARIA : Or - BVMI: Or - IFPI AUT : Or - IRMA : Platine |
| Never Been Better                                                        | - Sortie : 24 novembre 2014 - Label : Epic, Syco - Formats : CD, téléchargement           | 1                  | 38                 | 27                 | 40                 | 157                | 43                 | 7                  | —                  | 20                 | 50                 | 42                 | - UK: 890.000                | - BPI: 2 × Platine                                                          |
| 24 Hrs                                                                   | - Sortie : 11 novembre 2016 - Label : Epic - Formats : CD, téléchargement                 | 1                  | 41                 | 42                 | 72                 | 116                | —                  | 2                  | —                  | 32                 | —                  | —                  | - UK: 500.000                | - BPI: Platine                                                              |
| « — » indique que l'album studio n'est pas sorti ou classé dans le pays. |                                                                                           |                    |                    |                    |                    |                    |                    |                    |                    |                    |                    |                    |                              |                                                                             |

### Extended plays
| Titre                        | Détails                                                                     |
| ---------------------------- | --------------------------------------------------------------------------- |
| iTunes Festival: London 2012 | - Sortie : 3 septembre 2012 - Label : Epic, Syco - Formats : Téléchargement |
| Unwrapped                    | - Sortie : 12 décembre 2014 - Label : Epic, Syco - Formats : Google Play    |

### Singles

#### Comme artiste principal
| Please Don't Let Me Go                                              | 2010 | 1  | —  | —  | 81 | —   | —  | 5  | —  | —  | —  | - BPI : Or | Olly Murs                          |
| Thinking of Me                                                      | 2010 | 4  | —  | —  | —  | —   | —  | 13 | —  | —  | —  | - BPI: Or | Olly Murs                          |
| Heart on My Sleeve                                                  | 2011 | 20 | —  | —  | —  | —   | —  | —  | —  | —  | —  | | Olly Murs                          |
| Busy                                                                | 2011 | 45 | —  | —  | —  | —   | —  | —  | —  | —  | —  | | Olly Murs                          |
| Heart Skips a Beat (featuring Rizzle Kicks ou Chiddy Bang)          | 2011 | 1  | 1  | 85 | 6  | 59  | 91 | 6  | —  | 1  | 96 | - BPI : Platine - IFPI AUT : Or - BVMI : 3 × Or - IFPI SWI : 2 × Platine                                                            | In Case You Didn't Know            |
| Dance with Me Tonight                                               | 2011 | 1  | —  | 62 | 65 | 70  | —  | 2  | —  | —  | —  | - BPI : Platine | In Case You Didn't Know            |
| Oh My Goodness                                                      | 2012 | 13 | 24 | —  | 27 | 69  | —  | 13 | —  | —  | —  | | In Case You Didn't Know            |
| Troublemaker (featuring Flo Rida)                                   | 2012 | 1  | 2  | 4  | 3  | 25  | 51 | 2  | 5  | 8  | 25 | - BPI : Platine - ARIA : 3 × Platine - IFPI AUT: Or - MC: 2 × Platine - BVMI : Or - RMNZ : Platine - IFPI SWI : Or - RIAA : Platine | Right Place Right Time             |
| Army of Two                                                         | 2013 | 12 | 96 | 19 | 27 | 78  | —  | 18 | 13 | —  | —  | - BPI : Argent - ARIA : Platine | Right Place Right Time             |
| Dear Darlin'                                                        | 2013 | 5  | 2  | 4  | 1  | 113 | —  | 8  | 29 | 5  | —  | - BPI : Platine - ARIA : 2 × Platine - IFPI AUT : Or - BVMI : Platine - IFPI SWI : Or                                               | Right Place Right Time             |
| Right Place Right Time                                              | 2013 | 27 | 53 | 88 | 65 | 52  | —  | 74 | —  | —  | —  | | Right Place Right Time             |
| Hand on Heart                                                       | 2013 | 25 | —  | 73 | —  | —   | —  | 50 | —  | —  | —  | | Right Place Right Time             |
| Wrapped Up (featuring Travie McCoy)                                 | 2014 | 3  | 11 | 15 | 21 | 53  | —  | 7  | —  | 18 | —  | - BPI : Or - ARIA : Or | Never Been Better                  |
| Up (featuring Demi Lovato)                                          | 2014 | 4  | 17 | 14 | 6  | 65  | —  | 3  | 9  | 28 | —  | - ARIA : Platine - BPI : Platine - RMNZ : Platine                                                                                   | Never Been Better                  |
| Seasons                                                             | 2015 | 34 | —  | 94 | —  | —   | —  | 58 | —  | —  | —  | | Never Been Better                  |
| Beautiful to Me                                                     | 2015 | 93 | —  | —  | —  | —   | —  | —  | —  | —  | —  | | Never Been Better                  |
| Kiss Me                                                             | 2015 | 7  | —  | —  | —  | —   | —  | —  | —  | —  | —  | | Never Been Better: Special Edition |
| « — » indique que le single n'est pas sorti ou classé dans le pays. |      |    |    |    |    |     |    |    |    |    |    | |                                    |

#### Collaborations
| You Are Not Alone (avec les finalistes de "The X Factor" 2009)      | 2009 | 1 | —  | 1  | —  | - BPI: Or | NC                                       |
| Inner Ninja (Classified featuring Olly Murs)                        | 2013 | — | 60 | 37 | 33 |           | Right Place Right Time (Special Edition) |
| Do They Know It's Christmas? (avec Band Aid 30)                     | 2014 | 1 | 3  | 1  | 2  | - BPI: Or | NC                                       |
| « — » indique que le single n'est pas sorti ou classé dans le pays. |      |   |    |    |    |           |                                          |

### Autres chansons
| This One's for the Girls                                               | 2010 | 69  | —  | —  | —  | B-side de Please Don't Let Me Go         |
| I Need You Now                                                         | 2011 | 199 | —  | —  | —  | In Case You Didn't Know                  |
| I Wanna Be Like You (Robbie Williams featuring Olly Murs)              | 2013 | 89  | 55 | 85 | 64 | Swings Both Ways                         |
| I Wish It Could Be Christmas Everyday                                  | 2013 | 172 | —  | —  | —  | Right Place Right Time (Special Edition) |
| Never Been Better                                                      | 2014 | 80  | —  | —  | —  | Never Been Better                        |
| Tomorrow                                                               | 2014 | 171 | —  | —  | —  | Never Been Better                        |
| Look At The Sky                                                        | 2015 | —   | —  | —  | —  | Never Been Better                        |
| « — » indique que la chanson n'est pas sortie ou classée dans le pays. |      |     |    |    |    |                                          |

Tr

## Récompenses et nominations

### BBC Radio 1 Teen Awards
| Année | Travail nommé                 | Catégorie                         | Résultat   | Réf.    |
| ----- | ----------------------------- | --------------------------------- | ---------- | ------- |
| 2011  | Olly Murs                     | Meilleur album britannique        | Lauréat    | [ 118 ] |
| 2013  | Olly Murs                     | Meilleur artiste solo britannique | Lauréat    | ,       |
| 2013  | Troublemaker (Feat. Flo Rida) | Meilleur single britannique       | Nomination | ,       |

### BRIT Awards
| Année | Travail nommé                           | Catégorie                               | Résultat   | Ref.    |
| ----- | --------------------------------------- | --------------------------------------- | ---------- | ------- |
| 2011  | Please Don't Let Me Go                  | Meilleur single britannique de l'année  | Nomination | [ 121 ] |
| 2012  | Heart Skips a Beat (Feat. Rizzle Kicks) | Meilleur single britannique de l'année  | Nomination | [ 122 ] |
| 2013  | Troublemaker (feat. Flo Rida)           | Meilleur single britannique de l'année  | Nomination | ,       |
| 2013  | Olly Murs                               | Meilleur artiste britannique de l'année | Nomination | ,       |
| 2014  | Dear Darlin'                            | Meilleur single britannique de l'année  | Nomination | ,       |

### BT Digital Music Awards
| Année | Travail nommé | Catégorie                 | Résultat | Ref.    |
| ----- | ------------- | ------------------------- | -------- | ------- |
| 2011  | Olly Murs     | Meilleur Artiste Masculin | Lauréat  | [ 127 ] |

### Goldene Kamera Awards
| Année | Travail nommé | Catégorie                        | Résultat | Ref.    |
| ----- | ------------- | -------------------------------- | -------- | ------- |
| 2015  | Olly Murs     | Meilleure Musique Internationale | Lauréat  | [ 128 ] |

### Ivor Novello Award
| Année | Travail nommé         | Catégorie            | Résultat   | Ref.    |
| ----- | --------------------- | -------------------- | ---------- | ------- |
| 2013  | Dance with Me Tonight | Travail le plus joué | Nomination | [ 129 ] |
| 2014  | Troublemaker          | Travail le plus joué | Nomination | [ 130 ] |

### Kid's Choice Awards UK
| Année | Travail nommé | Catégorie                    | Résultat | Ref.    |
| ----- | ------------- | ---------------------------- | -------- | ------- |
| 2012  | Olly Murs     | Meilleur Artiste Britannique | Lauréat  | [ 131 ] |

### MTV Europe Music Awards
| Année | Travail nommé | Catégorie                                 | Résultat   | Ref. |
| ----- | ------------- | ----------------------------------------- | ---------- | ---- |
| 2013  | Olly Murs     | Meilleur artiste britannique et irlandais | Nomination | ,    |

### UK Music Video Awards
| Année | Travail nommé          | Catégorie                               | Résultat   | Ref.    |
| ----- | ---------------------- | --------------------------------------- | ---------- | ------- |
| 2013  | Right Place Right Time | Meilleure musique ad - télé ou en ligne | Nomination | [ 134 ] |